# ويليام بادغر
ويليام بادغر هو قاضي وسياسي أمريكي، ولد في 13 يناير 1779 في غيلمانتون في الولايات المتحدة، وتوفي بنفس المكان في 21 سبتمبر 1852. نشط حزبياً في الحزب الديمقراطي. وقد انتخب عضو مجلس ولاية نيوهامبشير ‏ وانتخب حاكم نيو هامبشاير ‏.